# Franz Schneider

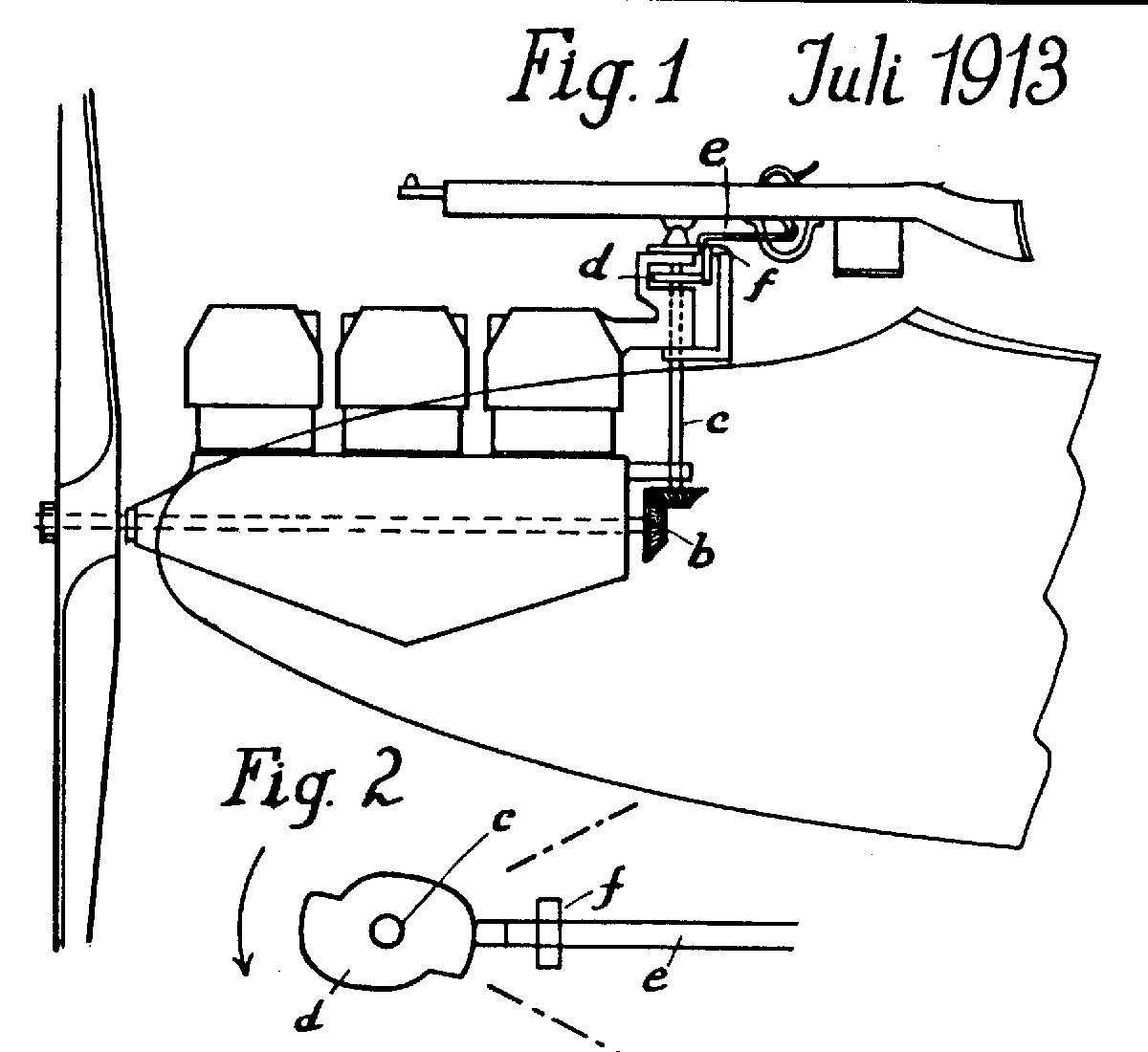
Desenho da primeira patente
de Franz Schneider, de 1913.

Franz Schneider foi um engenheiro e projetista de aviões suiço. 

## Histórico
Franz Schneider projetou vários modelos de avião, inicialmente para a empresa francesa de aviões Nieuport, e mais tarde para a alemã LVG, mas apesar disso, ele é mais reconhecido pelo seu trabalho no campo dos armamentos de aeronaves.
Schneider obteve o registro da primeira patente em 15 de julho de 1913 para um mecanismo interruptor permitindo que uma metralhadora disparasse entre as pás das hélices enquanto essas giravam. 
Os detalhes dessa primeira patente foram publicados no periódico de aviação Flugsport em setembro de 1914, mas o Ministério de Guerra Prussiano decidiu não seguir aquela ideia. O conceito de mecanismo sincronizador em aeronaves de combate foi concretizado mais tarde pela Alemanha na Primeira Guerra Mundial depois que Anthony Fokker desenvolveu a ideia.
Ele também desenvolveu uma torre rotativa de armamento que foi instalada nos aviões alemães do tipo "C" na Primeira Guerra Mundial.